# Crawfurdia angustata
Crawfurdia angustata là một loài thực vật có hoa trong họ Long đởm. Loài này được C.B.Clarke mô tả khoa học đầu tiên năm 1883.